# Olaya (ort)
Olaya är en ort i Colombia.   Den ligger i departementet Antioquía, i den nordvästra delen av landet, 290 km nordväst om huvudstaden Bogotá. Olaya ligger 742 meter över havet och antalet invånare är 710.
Terrängen runt Olaya är huvudsakligen bergig, men söderut är den kuperad. Runt Olaya är det ganska tätbefolkat, med 75 invånare per kvadratkilometer. Närmaste större samhälle är Antioquia, 8,6 km söder om Olaya. Omgivningarna runt Olaya är en mosaik av jordbruksmark och naturlig växtlighet.